# Wilhelm von Meyer

Wilhelm von Meyer

Wilhelm Leutold Heinrich Meyer, ab 1865 von Meyer (* 11. Dezember 1816 in Berlin; † 10. September 1892 ebenda) war ein deutscher Landrat und Politiker in Preußen. Er war Generaldirektor der Neumark und der Land-Feuer-Sozietät. Am 1. Juli 1865 wurde er von König Wilhelm I. in den Adelsstand erhoben.

## Leben
Die Familie Meyer stammt aus Pommern, wo bereits um 1700 der Ahnherr Heinrich Meyer Hof- und Gerichts-Apotheker in Stettin war. Die Eltern waren der Arzt Johann Carl Heinrich Meyer und dessen Ehefrau Sophie Gottliebe Gedike, Tochter des Schulreformers Friedrich Gedike.
Meyer besuchte Berliner Gymnasien und studierte an der Friedrichs-Universität Halle, der Friedrich-Wilhelms-Universität zu Berlin und der Rheinischen Friedrich-Wilhelms-Universität Rechtswissenschaft. 1838 wurde er Mitglied des Corps Borussia Bonn.  Nach seinem Examen war er von 1840 bis 1845 Referendar in Wriezen und Frankfurt (Oder). Er kaufte am 12. März 1846 für 31.780 Taler vom Amtmann Ohmann das Gut Helpe und war von 1846 bis 1884 Landrat im Kreis Arnswalde. Er war Mitglied des Arnswalder Kreistages, des Brandenburgischen Provinziallandtages, des Provinzial-Ausschusses, ferner des Hauses der Abgeordneten von 1849 bis 1853, 1870 bis 1873 und ab 1877 für den Wahlkreis Arnswalde-Friedeberg. Meyer war Rittergutsbesitzer in Helpe im Kreis Arnswalde und wurde 1865 geadelt.
Von 1890 bis zu seinem Tode war er Mitglied des Deutschen Reichstags für den Wahlkreis Regierungsbezirk Frankfurt 1 Arnswalde, Friedeberg und die Deutschkonservative Partei.

## Familie
Er war zweimal verheiratet. Am 23. November 1846 heiratete er in Freienwalde Marie Auguste Treumann (* 7. Dezember 1819; † 2. Juli 1864). Das Paar hatte folgende Kinder:
- Richard (* 22. Juli 1848), Premier-Lieutenant
- Michael von Meyer (* 19. August 1851; † 12. Oktober 1895), Landrat in Arnswalde ⚭ 30. November 1888 Martha Booth (* 3. Oktober 1864)

Nach ihrem Tod heiratete er am 25. November 1865 Anna Klementine Barth (* 19. Juni 1839; † 6. Dezember 1906). Das Paar hatte folgende Kinder:
- Maria (* 9. November 1866; † 1929) ⚭ 10. Oktober 1889 Rudolf Havenstein, Geheimer Finanzrat, Präsident der Reichsbank (1857–1923)
- Heinrich Robert von Meyer (* 3. Dezember 1868; † 10. April 1940), königlich-preußischer Landrat ⚭ 2. November 1907 Eveline Charlotte Eva Friederike von Schroeder (* 19. November 1879; † 2. September 1945)